# Vollenhovia soleaferrea
Vollenhovia soleaferrea är en myrart som beskrevs av Horace Donisthorpe 1942. Vollenhovia soleaferrea ingår i släktet Vollenhovia och familjen myror. Inga underarter finns listade i Catalogue of Life.